# Madeleine portée au ciel par des anges
Madeleine portée au ciel par des anges est une peinture à l'huile sur toile (110 × 78 cm) réalisée par lepeintre baroque de l'école de Parme, Giovanni Lanfranco, entre 1615 et 1617 environ et conservée au musée de Capodimonte à Naples.

## Histoire

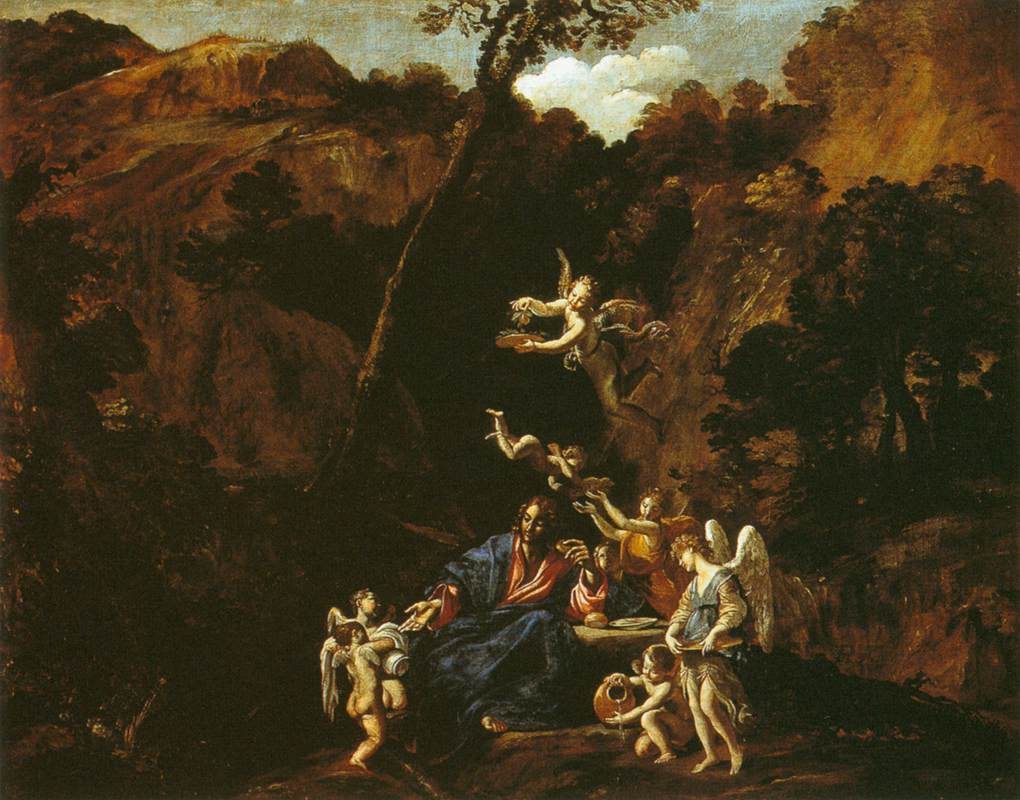
Le Christ servi par les anges, autre toile du Camerino degli Eremiti, musée de Capodimonte.

Giovanni Lanfranco est à Rome à partir de 1802, où il collabore avec Le Dominiquin à la réalisation de huit panneaux de scènes mythologiques des Fresques de la galerie Farnèse, d'après des dessins d'Annibale Carracci auprès de qui il s'est formé.
La toile est commandée par le cardinal Édouard Farnèse pour son Camerino, connue sous le nom degli Eremiti (des Ermites), situé entre le palais Farnèse et l'église Santa Maria dell'Orazione e Morte à Rome. Édouard Farnèse a trouvé un accord avec l'archiconfrérie pour louer le lieu en 1611, l'utilisant pour la prière et la méditation, lieu pratique car donnant sur l'église adjacente.
Après avoir acquis l'endroit, le cardinal décide de commander à Giovanni Lanfranco son cycle décoratif, soit quatre fresques le long des murs latéraux avec des figures de saints et d'ermites immergés dans des paysages servant de toiles de fond architecturales, et neuf toiles disposées sur le plafond à caissons, toutes datant entre 1615 et 1617 (la date de début n'est pas connue,  mais on sait que le dernier reçu de paiement date de 1618). Madeleine portée au ciel par des anges est l'un des tableaux qui décorent la voûte.
Entre 1653 et 1662, la loge est démembrée et les neuf tableaux, faisant tous partie de la collection Farnèse, sont transportés à Parme. En 1680, le tableau de la Madeleine est en effet enregistré dans le palais du Jardin et ensuite dans le Palazzo della Pilotta.
En 1732, la loge est complètement détruite en raison des travaux d'agrandissement de l'église Santa Maria dell'Orazione. Charles III (roi d'Espagne) hérite du tableau de la Madeleine en 1734 avec le reste de la collection, qui est donc transféré à Naples dans le Palazzo degli Studi jusqu'à sa fusion avec le musée de Capodimonte en 1957.
Parmi les autres tableaux qui décoraient la loge, sept ne nous sont pas parvenus ; le Christ servi par les anges est également au musée de Capodimonte ; les fresques ont été déplacées dans l'église adjacente lors des travaux de rénovation qui ont touché l'édifice au XVIIIe siècle.
Peu de temps après cette composition, Lanfranco réalise pour le cardinal Montalto une autre création similaire aujourd'hui conservée au musée des Beaux-Arts Pouchkine de Moscou, où le paysage joue un rôle subordonné par rapport à l'ensemble. Le modèle de la Madeleine est également utilisé de manière presque identique dans la fresque d'une nervure de la voûte de l'Oratoire dei Nobili de Naples vers 1646.

## Sujet
Le sujet est inspiré de La Légende dorée de Jacques de Voragine (1298), un récit hagiographique. Dans celui-ci, Madeleine, arrivée dans la grotte de la Sainte-Baume en Provence, cesse de s'alimenter, comptant sur la seule intervention divine, qui se manifeste sept fois par jour sous la forme d'anges qui la portent au ciel et lui donnent la nourriture divine qui lui est réservée, le corps du Christ.

## Description
L'œuvre présente une conception scénique tout à fait originale, avec le point de vue central et élevé du tableau, où la figure de Madeleine est portée vers le ciel par trois putti, tandis que le reste du tableau se caractérise par un paysage panoramique qui rappelle ceux autour de Rome, avec collines, montagnes, lacs, campagne.
Le corps de Madeleine est représenté en vol, dessiné par la lumière, au milieu d'une nature définie par des forts contrastes en clair-obscur et des couleurs aux tonalités froides.

## Analyse
Le style s'écarte du style classique et idéal d'Annibale Carracci, mais aussi de Francesco Albani et du Dominiquin, prenant une note naturaliste plus concrète, anticipant les paysages que Gaspard Dughet créera une décennie plus tard. Toutefois l'étude de la nature, associée à une facture rapide caractérisée par des couleurs vives et scintillantes, rappelle que Lanfranco s'est formé auprès des Carracci.

## Exposition
Cette peinture est exposée dans le cadre de l'exposition Naples à Paris. Le Louvre invite le musée de Capodimonte au musée du Louvre du 7 juin 2023 au 8 janvier 2024.

## Note
1. 1 2 3 4 5  Allard 2023, p. 290.
2. 1 2 3 4 5 6 7 8 9  Schleier 2001, p. 173-174.
3. ↑  Allard 2023.